# 賞月
賞月（日语：アドマイヤムーン），是日本純種競賽馬匹。生涯活躍於中距離賽事，曾於2007年勝出杜拜免稅店盃、寶塚紀念及日本盃，令其於同年奪得日本馬王及最佳4歲及以上雄馬頭銜。

## 出賽前
2003年2月23日出生於北海道早來町（今安平町）北部牧場，成長途中於拍賣會被馬主近藤利一以1680萬日圓購入，而作爲牧場負責的吉田勝己亦以共同馬主身份擁有部分所有權。
其後交由栗東訓練中心練馬師松田博資訓練。

## 競賽生涯

### 2歲
2005年7月10日出戰函館競馬場2歲新馬戰，比賽途中以優秀的末腳速度取得首勝。
其後出戰公開賽三葉草賞，於其中再度爆發末腳，以輕鬆的姿態取得勝利。
10月1日出戰札幌兩歲錦標，比賽初段選擇於中團位置展開推進，於比賽途中不斷加速爬升至到先頭。進入直路後，其仍然有餘力爆發出全場最佳末腳，最終不斷拉開對手之下以1 1/2馬位優勢取得首個分級賽冠軍。
其後出戰短波電台盃兩歲錦標，雖然於其中仍然可以保持穩定的加速力於直路速度，可惜後方的的櫻花奇景勢頭僅猛之下其無法抵擋對手的進擊，最終以鼻位差距得第二吞下生涯首敗。

### 3歲
2006以共同通信盃作爲年度首戰，採用居中戰術下於約莫第六的位置推進，進入直路後隨即開始加速並成功超越前方第一人氣的李察靈駒，最終以1/2馬位優秀取得冠軍。
其後出戰彌生賞，比賽初段選擇於最後方位置追走，並於比賽途中保持位置等待時機。進入直路後，其展現優秀的反應進行加速，最終轟出後600米34.7秒的末腳下將前方所有賽駒超越，再度獲得分級賽冠軍。
4月16日出戰皋月賞，其於採取後上戰術下在直路上不斷加速衝刺，可惜礙於初段留得太後而未能扭轉局面，最終不敵名將森遜、網亨通及Fusaichi Junk之下以第四完賽。
5月28日出戰東京優駿（日本打吡），於本次比賽再度採取後上戰術，然而於直路上表現出力弱而無法進一步加速衝出，最終僅跑獲第七的戰績。
短暫放草過後其於夏季出戰札幌紀念，爲首次和年長馬匹交鋒。比賽開始後，其選擇於第十一左右的後方位置展開推進，並於通過第三彎道後稍爲前移至到第九。進入直路後，其隨即由所在位置加速，於直路中段憑借優秀的末腳速度超越前方的Les Clefs d'Or及Machikane Kirara取得領先，及後繼續保持速度下成功防止對手反超，最終以1馬位優勢取得冠軍。
入秋後其並未以菊花賞作爲目標，而是出戰秋季天皇賞。比賽途中其雖然表現出優秀的加速力及後上速度，但仍然未能超越前方的大和主將及急流，最終以第三完賽。
完成秋季天皇賞後陣營安排其遠征香港出戰香港盃，於其中發揮優秀的表現，最終僅以短馬頭位差距敗於凱旋門大賽亞軍自豪獲得第二。

### 4歲
2007以京都紀念作爲首戰，於直路成功衝出之下繼續保持衝刺抵擋後方搖滾樂的追擊，最終以頸位壓贏對手獲勝。
其後陣營安排其遠征阿聯酋出戰杜拜免稅店盃，於其中成功爆發出速度於直路上壓贏凌駕力及大和主將等一衆對手，最終取得首個一級賽冠軍。
贏得杜拜免稅店盃後其並未返回日本，而是前往香港出戰女皇盃，但於比賽途中受到對後上馬不利的慢步速下未能於直路最大程度衝刺，最終敗於爆冷及爪皇凌雨取得第三。
回國後出戰寶塚紀念，改由岩田康誠策騎。比賽開始後，其選擇於中團靠後位置展開推進，並於通過第三彎道後提早加速進佔先頭的位置。進入直路後，其繼續保持衝刺追擊一早衝出的名將森遜，不斷迫近對手之下於最後100米透出取得領先，最終成功以1/2馬位優勢壓贏對手取得冠軍。
贏得寶塚紀念後前往宮城縣山元町山元訓練中心放草，而其所有權則於放草期間被轉移至由阿聯酋總理兼副總統、杜拜謝赫穆罕默德·本·拉希德·阿勒馬克圖姆酋長所擁有的Darley Japan牧場旗下
完成放草後於10月28日出戰秋季天皇賞，然而於直路上受到受到其他馬匹的阻礙下未能第一時間衝出，最終僅以第六完賽。
其後出戰日本盃並而此作爲退役戰，賽前因秋季天皇賞的落敗被質疑有距離適性上的不安而僅取得第五人氣。比賽開始後，其採取先行戰術下於約莫第五的位置推進，於比賽途中一直維持均速保持位置。進入直路後，其閃入內欄位置以貼欄的方式逐步加速，一早取得領先之下繼續衝刺，最終成功抵擋後方搖滾樂的追擊取得第三個一級賽冠軍。

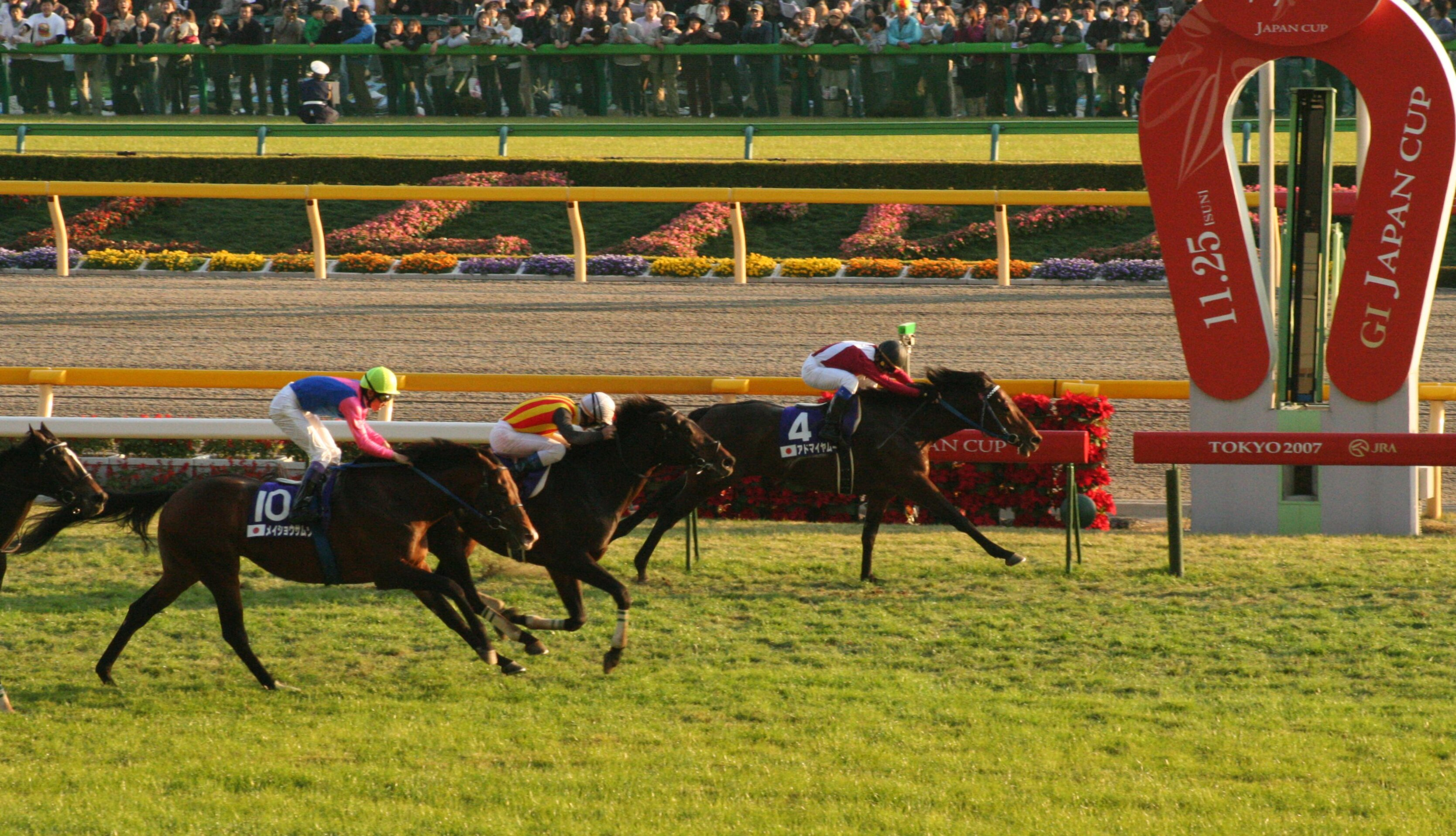
出戰日本盃的賞月

贏得日本盃後按照計劃退役，並於12月4日取消日本中央競馬會的賽駒註冊。
年末，由於其在年間贏得三項一級賽的冠軍，於評選中以249票當選最佳4歲以上雄馬，亦以178票問鼎日本馬王寶座。

### 詳細賽績
| 日期       | 舉辦國家/地區 | 馬場 | 距離   | 級別 | 賽事名稱           | 負重     | 騎師 | 馬號 | 出馬 | 名次 | 時間    | 頭馬（二馬）       |
| ---------- | ------------- | ---- | ------ | ---- | ------------------ | -------- | ---- | ---- | ---- | ---- | ------- | ------------------ |
| 10/7/2005  | 日本          | 函館 | 草1800 |      | 2歲新馬            | 本田優   | 54   | 11   | 16   | 1    | 1:54.4  | （Grass Week）     |
| 27/8/2005  | 日本          | 札幌 | 草1500 | OP   | 三葉草錦標         | 本田優   | 54   | 10   | 10   | 1    | 1:29.5  | （Nishino Answer） |
| 1/10/2005  | 日本          | 札幌 | 草1800 | GIII | 札幌兩歲錦標       | 本田優   | 55   | 13   | 13   | 1    | 1:50.4  | （Deep Air）       |
| 24/12/2005 | 日本          | 阪神 | 草2000 | GIII | 短波電台盃兩歲錦標 | 本田優   | 55   | 8    | 12   | 2    | 2:01.9  | 櫻花奇景           |
| 5/2/2006   | 日本          | 東京 | 草1800 | GIII | 共同通信盃         | 武豐     | 57   | 1    | 11   | 1    | 1:48.4  | （李察靈駒）       |
| 5/3/2006   | 日本          | 中山 | 草2000 | GII  | 彌生賞             | 武豐     | 57   | 2    | 10   | 1    | 2:01.5  | （Glorious Week）  |
| 16/4/2006  | 日本          | 中山 | 草2000 | GI   | 皋月賞             | 武豐     | 57   | 15   | 18   | 4    | 2:00.4  | 名將森遜           |
| 28/5/2006  | 日本          | 東京 | 草2400 | GI   | 東京優駿           | 武豐     | 57   | 10   | 18   | 7    | 2:28.8  | 名將森遜           |
| 20/8/2006  | 日本          | 札幌 | 草2000 | GII  | 札幌紀念           | 武豐     | 54   | 11   | 15   | 1    | 2:00.3  | （Les Clefs d'Or） |
| 29/10/2006 | 日本          | 東京 | 草2000 | GI   | 秋季天皇賞         | 武豐     | 56   | 15   | 16   | 3    | 1:59.0  | 大和主將           |
| 10/12/2006 | 香港          | 沙田 | 草2000 | GI   | 香港盃             | 武豐     | 55.8 | 7    | 12   | 2    | 2:01.6  | 自豪               |
| 17/2/2007  | 日本          | 京都 | 草2200 | GII  | 京都紀念           | 武豐     | 59   | 9    | 14   | 1    | 2:17.2  | （搖滾樂）         |
| 31/3/2007  | 阿聯酋        | 詩柏 | 草1777 | GI   | 杜拜免稅店盃       | 武豐     | 57   | 10   | 16   | 1    | 1:47.94 | （凌駕力）         |
| 29/4/2007  | 香港          | 沙田 | 草2000 | GI   | 女皇盃             | 武豐     | 57.2 | 1    | 10   | 3    | 2.02.2  | 爆冷               |
| 24/6/2007  | 日本          | 阪神 | 草2200 | GI   | 寶塚紀念           | 岩田康誠 | 58   | 6    | 18   | 1    | 2.12.4  | （名將森遜）       |
| 28/10/2007 | 日本          | 東京 | 草2000 | GI   | 秋季天皇賞         | 岩田康誠 | 58   | 12   | 16   | 6    | 1.59.1  | 名將森遜           |
| 25/11/2007 | 日本          | 東京 | 草2400 | GI   | 日本盃             | 岩田康誠 | 57   | 4    | 18   | 1    | 2.24.7  | （搖滾樂）         |

## 退役後
退役後，賞月成爲了配種馬，於於北海道日高町Darley Japan Stallion Complex休養，在2008年進行配種，配種費爲500萬日圓，首批子嗣於2009年出生。首批子嗣可於2011年出賽，7月3日經已由中央的子嗣在新馬戰中取勝。8月7日，Fine Choice在函館兩歲錦標取勝，成爲首匹勝出分級賽的子嗣。2017年3月26日，特色星雲於高松宮紀念取勝，成爲首匹勝出一級賽的賞月子嗣。

### 主要子嗣

##### 一級賽優勝子嗣
粗體字為一級賽
2013年生
- 特色星雲（高松宮紀念）
- 鐵杵成針（兩次人馬錦標、高松宮紀念、短途馬錦標）

#### 分級賽優勝子嗣
2009年生
- Fine Choice（函館兩歲錦標）
- 白山明月（京阪盃、夏季短途錦標、人馬錦標）
- 機敏小子（京王盃兩歲錦標、京成盃秋季讓賽）
- 阿基米德（朝日挑戰盃）
- Osumi Moon（小倉夏季跳欄錦標、兩次阪神跳欄錦標、東京跳欄賽、京都跳欄錦標、東京跳欄錦標）

2012年生
- 烏月（京都金盃）

2013年生
- Love and Pop（東京跳欄錦標、東京跳欄賽）
- 威震月宮（京王盃春季盃）

## 血統簡介
父系最後橫掃爲美國賽駒，曾贏得當地三級賽，退役後被輸入日本配種，配種成績優異，除賞月外其子嗣中有曾勝出秋華賞及寶塚紀念等一級賽的東商變革。祖父Forty Niner亦爲美國賽駒，曾勝出多場一級賽，退役後亦成爲優秀種馬，現已確立爲一支獨立的系統。
母系My Katies爲日本馬匹，生涯無出賽紀錄。祖父週日寧靜是美國三冠賽雙冠馬，退役後在日本配種，在日本馬壇相當成功，贏得多項分級賽事，其子嗣贏得巨額獎金，連續12年成為日本冠軍種馬。

### 血統表
| 父線：Forty Niner系（淘金者系）     |                             |               |                 |
| 種馬 最後橫掃 1991年（棗色）        | Forty Niner 1985年（栗色）  | 淘金者        | Raise a Native  |
| 種馬 最後橫掃 1991年（棗色）        | Forty Niner 1985年（栗色）  | 淘金者        | Gold Digger     |
| 種馬 最後橫掃 1991年（棗色）        | Forty Niner 1985年（栗色）  | File          | Tom Rolfe       |
| 種馬 最後橫掃 1991年（棗色）        | Forty Niner 1985年（栗色）  | File          | Continue        |
| 種馬 最後橫掃 1991年（棗色）        | Broom Dance 1979年（棗色）  | Dance Spell   | 北地舞人        |
| 種馬 最後橫掃 1991年（棗色）        | Broom Dance 1979年（棗色）  | Dance Spell   | Obeah           |
| 種馬 最後橫掃 1991年（棗色）        | Broom Dance 1979年（棗色）  | Witching Hour | Thinking Cap    |
| 種馬 最後橫掃 1991年（棗色）        | Broom Dance 1979年（棗色）  | Witching Hour | Enchanted Eve   |
| 繁殖雌馬 My Katies 1998年（深棗色） | 週日寧靜 1986年（棕色）     | Halo          | Hail to Reason  |
| 繁殖雌馬 My Katies 1998年（深棗色） | 週日寧靜 1986年（棕色）     | Halo          | Cosmah          |
| 繁殖雌馬 My Katies 1998年（深棗色） | 週日寧靜 1986年（棕色）     | Wishing Well  | Understanding   |
| 繁殖雌馬 My Katies 1998年（深棗色） | 週日寧靜 1986年（棕色）     | Wishing Well  | Mountain Flower |
| 繁殖雌馬 My Katies 1998年（深棗色） | Katies First 1987年（棗色） | Kris          | Sharpen Up      |
| 繁殖雌馬 My Katies 1998年（深棗色） | Katies First 1987年（棗色） | Kris          | Doubly Sure     |
| 繁殖雌馬 My Katies 1998年（深棗色） | Katies First 1987年（棗色） | Katies        | Nonoalco        |
| 繁殖雌馬 My Katies 1998年（深棗色） | Katies First 1987年（棗色） | Katies        | Mortefontaine   |
| 雌系：號族：7-f                     |                             |               |                 |
| 五代內近親交配：新北區 5×5          |                             |               |                 |

## 命名由來
名字中，Admire（アドマイヤ）是第一代馬主之一的近藤利一的冠名，帶有仰慕、讚賞、尊重等意思，Moon（ムーン）即是月亮，香港結合兩部分，以「賞月」作為翻譯。

## 外部連結
- 賞月 netkeiba.com （页面存档备份，存于）
- 血統表 （页面存档备份，存于）